# 真道洋子
真道 洋子（しんどう ようこ、1960年 - 2018年9月13日）は、日本のイスラーム考古学者。専門はイスラーム・ガラスの考古学的研究、中近東ガラス文化史。

## 経歴
早稲田大学第一文学部に入学し、考古学を専攻。早稲田大学大学院文学研究科博士課程を単位取得退学。
中近東文化センター研究員、イスラーム考古学研究所研究員、東洋文庫研究員などを務めた。2010年、学位論文『初期イスラーム・ガラスの研究:ラーヤ遺跡出土ガラスに見るイスラーム・ガラスの変容と展開』を早稲田大学に提出して博士号を取得。2018年9月13日に、イスタンブルで開催されていた国際学会に参加中、電車事故に遭い急逝。　　　　　　　　　

## 著作
著書
- 『イスラームの美術工芸』（山川出版社、世界史リブレット76） 2004年
- 『イスラーム・ガラス』（桝屋友子監修、名古屋大学出版会） 2020年

編著
- 『エジプトのガラス』（中近東文化センター） 1999年
- 『イスラームのガラス』（中近東文化センター） 2002年
- 『ガラスの博物誌』（中近東文化センター） 2005年